# Климов Олександр Іванович
Олександр Іванович Климов (24 березня 1919, село Клушино, тепер Гагарінського району Смоленської області, Російська Федерація — ?) — радянський казахський діяч, секретар ЦК КП Казахстану. Депутат Верховної ради Казахської РСР 7—9-го скликань.

## Життєпис
У 1941 році закінчив Московський текстильний інститут, інженер-технолог.
У 1941—1946 роках — у Червоній армії, оперуповноважений «СМЕРШ» по Сибірському військовому округу, оперуповноважений «СМЕРШ» по Прикарпатському військовому округу. Член ВКП(б).
У 1946—1955 роках — інженер-технолог, начальник цеху, начальник виробничого відділу, головний інженер Львівської трикотажної фабрики.
У 1955—1956 роках — слухач Вищих курсів легкої промисловості Міністерства вищої освіти СРСР.
У 1956—1959 роках — головний інженер Алма-Атинської трикотажної фабрики.
У 1959—1966 роках — начальник відділу Держплану Казахської РСР.
У 1966—1973 роках — завідувач відділу легкої і харчової промисловості ЦК КП Казахстану.
У 1973—1975 роках — заступник голови Держплану Казахської РСР.
15 липня 1975 — 25 березня 1980 року — секретар ЦК КП Казахстану.
У 1980—1981 роках — директор інституту «Каздіпротехнолегпром».
З 1981 року — на пенсії.

## Нагороди
- два ордени Трудового Червоного Прапора
- орден Дружби народів
- медалі
- Почесна грамота Президії Верховної ради Казахської РСР